# Magia (Shakira)
Magia (Magie) is het debuutalbum van de Colombiaanse popster Shakira uit 1991. De songteksten heeft ze geschreven vanaf haar achtste, maar het album was geen commercieel succes. Mede door een slechte opnamekwaliteit en productieproblemen vond het niet de weg naar een groot publiek. Het album werd uitgebracht in 1991 via platenlabel Sony Colombia en werd slechts 900 keer verkocht. Tegenwoordig is het een veelgezocht collector's item.

## Tracklist
1. "Sueños" (Shakira Mebarak) - 3:47
2. "Esta Noche Voy Contigo" (Miguel Enrique Cubillos) - 3:53
3. "Lejos De Tu Amor" (Pablo Tedeschi) - 3:09
4. "Magia" (Shakira Mebarak) - 4:43
5. "Cuentas Conmigo" (Juanita Loboguerrero / Miguel Enrique Cubillos) - 4:01
6. "Cazador De Amor" (Shakira Mebarak) - 3:07
7. "Gafas Oscuras" (Shakira Mebarak) - 3:13
8. "Necesito De Tí" (Shakira Mebarak) - 3:41
9. "Lejos De Tu Amor (Versión Remix)" (Pablo Tedeschi) - 3:13

## Singles
- Magia
- Esta Noche Voy Contigo
- Sueños